# Richard Bruno Heydrich
Richard Bruno Heydrich (23. veljače 1865. – 24. kolovoza 1938.) bio je njemački operni pjevač (tenor) i skladatelj. Otac je nacističkog časnika tijekom Trećeg Reicha Reinharda Heydricha.
Školovao se u Mišnju (nje. Meissen), a zatim 1882. u Dražđanskom konzervatoriju. Nakon 1882. studirao je pjevanje i kompoziciju na istom sveučilištu. Od 1887. do 1879. godine nastupao je kao operni pjevač (tenor) u kazalištu Weimar, kasnije i u drugim opernim kazalištima njemačkih gradova. 1895. skladao je operu Amen (napisao je libreto i glazbu). 1899. osnovao je u Halleu pjevačku školu koja je 1901. dobila status konzervatorija. Postupno se sve više uključivao u vođenje konzervatorija na štetu drugih područja svog rada.